# Буда-Кошельово
Буда-Кошельово (біл. Бу́да-Кашалё́ва, Buda-Kašaliova) — місто Гомельської області Білорусі, адміністративний центр  Буда-Кошельовського району,. Розташоване за 48 км на північний захід від Гомелю, за 256 км на південний схід від Мінську.
У місті Буда-Кошельово знаходиться залізнична станція на лінії Гомель — Жлобин. У місті діють Буда-Кошельовський аграрно-технічний коледж та  плодоовочевий, масло-сироробний і хлібний заводи.

## Історія
На місці колишньої вулиці 50 років Жовтня знаходилося велике поховання, на якому знаходили могили XV століття. Перша згадка з 1824 року, як село Могильовської губернії. Наприкінці XIX століття населення містечка становило близько 500 жителів. У 1873 року побудована залізнична станція Буда-Кошельовська. 
З 1938 року — отримало статус селища міського типу, з 1971 року — місто.